# Die Nacht in Venedig
Die Nacht in Venedig è un film del 1942 diretto da Paul Verhoeven

## Produzione
Il film fu prodotto dalla Tobis Filmkunst. Venne girato a Venezia dal 7 ottobre 1941 al febbraio 1942.

## Distribuzione
Distribuito dalla Tobis-Filmverleih, venne presentato in prima a Berlino il 2 aprile 1942 al Primus-Palast.